# Montfalcó Murallat
Montfalcó Murallat es una entidad de población española del municipio de Olujas, perteneciente a la provincia de Lérida, en la comunidad autónoma de Cataluña. Está ubicada en la comarca de la Segarra.

## Toponimia
El nombre del lugar puede encontrarse referido con las grafías Monfalcó de Murallat, Montfalcó Murallar, Monfalcó-Murallat y Montfalcó Murallat.

## Geografía
La localidad está situada sobre la confluencia del Sió y de su afluente por la izquierda, la riera de Vergós.
Las quince casas del núcleo, construidas de forma compacta alrededor de una plaza donde confluyen las vertientes de los tejados, y la iglesia parroquial de San Pedro, es uno de los mejores ejemplos en Cataluña de villa amurallada, es decir, de población protegida por murallas, sin edificaciones extramuros. Es un tipo de población típica de la época antigua y de la edad medieval.

## Historia
Era de la jurisdicción del duque de Cardona.
Hacia mediados del siglo XIX, el lugar tenía contabilizada una población de 37 habitantes. Aparece descrito en el decimoprimer volumen del Diccionario geográfico-estadístico-histórico de España y sus posesiones de Ultramar de Pascual Madoz de la siguiente manera:

MONFALCÓ-MURALLAT: l. del distr. municipal de Olujas (1/2 leg.) en la prov. de Lérida (9), part. jud. de Cervera (1 2/3), aud. terr. y c. g. de Cataluña (Barcelona 14 1/3), dióc. de Solsona (8). sit. en una eminencia donde reinan los vientos del E. y O., y el clima es templado. Las casas, en número de 15, se hallan encerradas en una muralla muy fuerte, que aunque de mucha antigüedad se conserva bastante bien; hay igl. parr. (San Pedro), cuyo curato es de entrada y de patronato real, servida por un cura párroco, y cementerio inmediato á ella. El térm. confina por el N. con Manresana; E. Santa Fé; S. Vesgos-Garregat, y O. Olujas; dentro de él nace una fuente que mana agua con mucha escasez. El terreno es de ínfima calidad, escepto una muy pequeña porcion que lo es de mediana, porque recibe algun riego de un arroyo llamado Gols, que cruza por el térm.; hay monte plantado de pinos, robles y maleza para combustible. Los caminos dirigen á los pueblos limítrofes y á Calaf, de herradura y en mal estado. La correspondencia se recibe de Cervera por encargado que pasa á buscarla una vez cada semana. prod.: escaña, cebada, poco trigo, vino, patatas y cáñamo; cria ganado vacuno para la labranza, y caza de muchas perdices y algunos conejos. pobl.: 6 vec., 37 alm. riqueza imp.: 23,398 rs. contr.: el 14'48 por 100 de esta riqueza.
(Madoz, 1848, pp. 497-498)

En 2022, la entidad singular de población tenía empadronados 21 habitantes y el núcleo de población 7 habitantes.